# Acquaviva Platani
Acquaviva Platani es una comuna siciliana de 1.231 habitantes. Su superficie es de 14 km². Su densidad es de 88 hab/km². Forma parte de la región italiana de Sicilia. Está situada en la provincia de Caltanissetta. Las comunas limítrofes son Cammarata (AG), Casteltermini (AG), Mussumeli, y Sutera. 

## El nombre
El nombre del pueblo deriva de la gran cantidad de manantiales naturales que existen en el área. Platani fue agregado en una fecha posterior (1862) para distinguirlo de otros tres pueblos y villas con el mismo nombre ubicadas en Sicilia. Platani es el nombre del río formado por los manantiales.

## Economía
La economía se basa principalmente en la agricultura, siendo los productos más importantes el trigo, las aceitunas, las almendras y los pistachos. también proporcionan ingresos la ganadería y la crianza de caballos junto a la crianza de ovejas.

## Misceláneos
- Dentro de los monumentos más importantes se cuenta la Torre dell'Orologio, construida en 1894, y la Chiesa Madre del siglo XVIII, dedicado a Santa María della Luce.

- Salvatore Quasimodo, quien permaneció parte de su infancia en Acquaviva Platani, escribió acerca del pueblo en su poema Che vuoi pastore d'aria?, incluido en la colección Nuove Poesie.

## Evolución demográfica
| Gráfica de evolución demográfica de Acquaviva Platani entre 1861 y 2001 |
|                                                                         |
| Fuente ISTAT - elaboración gráfica de Wikipedia                         |

- Datos: Q342479
- Multimedia: Acquaviva Platani / Q342479

1. ↑  Worldpostalcodes.org, código postal n.º 93010.
2. ↑  «Codici Catastali». Comuni-italiani.it (en italiano). Consultado el 29 de abril de 2017.